# 湖北巴戟
湖北巴戟（学名：Morinda hupehensis）为茜草科巴戟天属下的一个种。其种加词“hupehensis ”意为“湖北的”。
现接受名为Gynochthodes hupehensis (S.Y.Hu) Razafim. & B.Bremer, 2011。